# Su e zo per i ponti
Su e zo per i ponti は、イタリアのヴェネツィアで3月から4月にかけて開催される、競走ではないタイプの、一種のジョギング大会のこと。
サン・マルコ広場(Piazza San Marco)からスタートし、ドゥカーレ宮殿(Palazzo Ducale)の前を通る。コースどりはヴェネツィアの街らしさを感じさせてくれるものになっていて、calli (小道)、campi (広場)、ponti (橋)を通りぬけてゆく。
「Su e zo per i ponti」という名前の「Su」と「zo」は、ヴェネツィアの方言で、それぞれ「登り」と「下り」という意味。参加者の年齢別にいくつかコースも用意してあり、コース沿いに飲み物も用意されている。
完走すると、記念のメダルが授与される。